# Джунь Йосип Володимирович
Джунь Йосип Володимирович (нар. 13.07.1940 р. у м. Черняхів, Житомирської області) — математик-статистик, астрометрист, астрономо-геодезист, доктор фізико-математичних наук (1992), професор по кафедрі математичного моделювання (2011), дійсний член Міжнародної педагогічної академії (Москва, 1999 р.) і Європейської асоціації безпеки (2002 р.). Й. В. Джунь є представником – відомої наукової школи академіка Є. П. Федорова [1-3.с. 82; 4-6], предметом дослідження якої є проблеми руху полюсів Землі та ефекти, пов’язані зі зміщенням осі обертання планети в космічному просторі. Основні роботи Й. В. Джуня присвячені створенню нового наукового напряму в астрометрії, започаткованого Є. П. Федоровим, і який можна означити як некласичні методи математико-статистичної обробки астрономічної, космічної та іншої вимірювальної інформації великих обсягів. Й. Джунь відомий як розробник нової математичної теорії – «Некласичної теорії похибок вимірювань» (НТПВ) [7]. Класичну теорію похибок розробив видатний німецький математик К. Ф. Гаус [8].

## Біографія
Йосип Джунь народився 13.07.1940 р. в м. Черняхів на Житомирщині в сім’ї службовців. Батько – Джунь Володимир Самійлович – зоотехнік, мати Броніслава Вацлавівна – домогосподарка. Дитинство Й. В. Джуня пройшло на хуторах і в селах Черняхівського та Житомирського районів. У 1957 р. він закінчив із срібною медаллю середню школу у с. Висока Піч Житомирського району [30] і по конкурсу поступив на геологорозвідувальний (потім геодезичний) факультет Львівського політехнічного інституту (нині Національний університет «Львівська політехніка»), який закінчив у 1962 р. за спеціальністю «астрономо-геодезія», оскільки його захопленням з дитинства були астрономія і космологія. По закінченню вузу Й. Джунь отримав призначення на посаду механіка в Полтавську гравіметричну обсерваторію (ПГО) АН УРСР, а згодом став там науковим співробітником. Ця установа, заснована видатним дослідником руху полюсів Землі академіком О. Я. Орловим, виховала цілу плеяду наукових кадрів найвищої кваліфікації. Саме тут розпочали свою діяльність такі відомі вчені як: З. М. Аксентьєва, М. К. Мигаль, М. А. Попов, П. Д. Двуліт, академіки Є. П. Федоров і Я. С. Яцків. Обсерваторія мале першокласне на ті часи обладнання. На одному з астрономічних інструментів – зеніт-телескопі Цейса – Й. В. Джунь здійснив свої перші астрономічні спостереження, які, як і інші широтні спостереження в СРСР, використовувались Радянською службою руху полюса при ПГО для визначення змін його координат, необхідних для астронометрії, геодезії, геофізики, служби точного часу, космічних досліджень, тощо. Наприклад, за гіпотезою А. Ейнштейна [32] причиною Вселенського потопу стало якраз раптове зміщення полюса. Найважливішу свою роботу, яка фактично стала справою його життя, Й. В. Джунь розпочав у 1964 р., вступивши до аспірантури Головної астрономічної обсерваторії (ГАО) АН УРСР. За рекомендацією академіка Є. П. Федорова Й. Джунь повинен був перевірити висновки знаменитого кембриджськогго професора Г. Джеффріса (H. Jeffreys) про некласичну форму похибок спостережень при обсягах вибірок n > 500 [9]. Цей висновок різко суперечив усталеним уявленням про закон розподілу випадкових похибок.
Було вирішено перевірити статистичну правильність цього висновку на результатах класичних широтних спостережень, що використовувались в рамках діяльності Радянської в Міжнародної служб руху полюсів (МСРП). Використавши дослідження полтавських паралельних широтних  спостережень на зеніт-телескопах Цейса і Бамберга, які проводились по одній програмі методом Талькотта в 1949,9 – 1954,9 рр. (n = 7057 спостережень), а також результати МСРП [Мідзусава (Японія), Кітаб (СРСР)], Й. Джунь підтвердив далекосяжність і правильність висновків Г. Джеффріса про теоретичну і практичну неспроможність класичного закону похибок Гауса за умови, коли їх число перевищує 500. В цілому, щоб впевнитись в правильності теорії Г. Джеффріса, Й. Джунь опрацював більше ніж 130 тис. спостережень, починаючи від історичних рядів Ф. В. Бесселя [12] і закінчуючи сучасними космічними даними [13].
З метою еволюції класичних схем математичної обробки результатів широтних спостережень за рухом полюса Землі, розробив аналітичну теорію вагових функцій для сімейства розподілів Пірсона VII типу з діагональною інформаційною матрицею. Згідно з висновком СП-т професора П. В. Новицького, ця теорія перетворює методи «робастного оцінюваня» з евристичних спроб в дійсну науку [7].
В 1965 р. в ГАО АН УРСР, унаслідок короткого замикання, згорів найбільший у світі на той час найдосконаліший зеніт-телескоп ЗТЛ – 180, який прибув в обсерваторію прямо з Брюссельської світової виставки досягнень. На цьому інструменті мав спостерігати Й. Джунь із своїми колегами. Через цю пожежу після закінчення аспірантури у 1967 р. Й Джунь продовжив роботу в Українському інституті інженерів водного господарства (УІІВГ) на кафедрі інженерної геодезії. Упродовж 1968-1970 рр. служив у Радянській Армії в дивізіоні АІР на посаді командира обчислювально-вимірювального взводу батареї звукової розвідки у званні лейтенанта.
Після демобілізації продовжив роботу в УІІВГ на посаді старшого викладача кафедри інженерної геодезії (ІГ), яку обіймав до 1977 р.
Перші висновки наукових досліджень Й. Джунь виклав у дисертаційній роботі: «Аналіз паралельних широтних спостережень, виконаних по загальній програмі» [11], яку захистив у 1974 р. в Інституті математики АН УРСР. Упродовж 1977-1987 рр. працював доцентом кафедри ІГ УІІВГ, керував державною науково-дослідною темою: «Дослідження лазерної геодезичної техніки, розробка рекомендацій по її створенню, вдосконаленню і впровадженню гідромеліоративне, промислове і цивільне будівництво Рівненської області».
Тема виконувалась сумісно з ГКБ заводу «Газотрон». Створений в такий співпраці лазерний приклад ПЛ -1 використовувався майже у всіх будівельних установах СРСР і в майкшейдеєрії. В 1987 р. Й. Джунь був переведений в новостворений Науково-дослідний інститут технології машинобудування (НДІТМ), де завідував науко-дослідною: «Лабораторією дослідження металів» (ЛДМ), до складу якої з часом увійшов і перший у Рівному Обчислювальний центр, де працювали 4 нові ПК. Основним завданням ЛДМ НДІТМ було, окрім вирішення чисто виробничих завдань, впровадження у машинобудуванні заводи України високоефективних технологій електрошлакового переплаву (ЕШП) інструментальних сталей в рамках діяльності Інженерного центру Інституту електрозварювання АН УРСР ім. Є. О. Патона. В 1992 р. захистив дисертацію на здобуття звання доктора фізико-математичних наук по темі: «Математична обробка астрономічної і космічної інформації при негаусових похибках спостережень» [10]. В 1996 р., за сумісництвом з основною роботою в НДІТМ, читав курс лекцій з вищої математики у відновленій Острозькій Академії.
У 1996 р. перейшов на роботу в Рівненський економіко-гуманітарний інститут (РЕГІ), де у 1997 р. очолив кафедру математичного моделювання на економічному факультеті. Активно сприяв тому, щоб РЕГІ набув міжнародного статусу. У 2003 р. очолив кафедру математичного моделювання факультету кібернетики Міжнародного економіко-гуманітарного університету (МЕГУ) імені акад. С. Дем’янчука. Популяризуючи науку серед обдарованих дітей м. Рівне і області, Й. Джунь багато років керував секціями «Прикладна математика» і «Машинобудування» в МАН при Рівненській ОДА. Підготовленні ним учні МАН займали призові місця на Всеукраїнських конкурсах НДР МАН. Здійснив ідею створення при Рівненській МАН станції для моніторингу навколоземного космічного простору. Необхідний телескоп для таких спостережень був переданий на прохання Й. Джуня Миколаївською астрономічною обсерваторією Рівненський МАН.
Джунь Й. В. є батьком п’ятьох дітей.
Член редколегій кількох фахових наукових видань України та Словаччини.

## Нагороди
- 1969 року Грамота командуючого військами Прикарпатського військового округа генерал-лейтенанта танкових військ Б. Обатурова.
- 1970 року у лавах Радянської армії був нагороджений медаллю «За воїнську доблесть».
- 1973 року Лауреат Премії імені М. І. Кузнєцова за найкращу наукову роботу молодих вчених: «Вивчення руху полюса Землі».
- 1975 року Лауреат Премії імені М. І. Кузнєцова за найкращу наукову роботу молодих вчених: «Розробка теорії вагових функцій».
- 1979 року Почесна грамота колегії ГУГК при Раді Міністрів СРСР і Президії центрального комітету профспілки працівників геологопошукових робіт.
- 1999 року - Почесний пам'ятна медаль імені Джорджа Бешенеї. Вручена педагогічним інститутом (Ніредьхаза, Угорщина).
- 2001 року нагороджений Почесною Грамотою Міністерства освіти і науки України.
- 2003 року - Почесна медаль Братиславського університету з нагоди ХХХ річчя народного господарського факультету (м.Кошіце, Словаччина)
- у 2007 р. нагороджений Почесною Грамотою Рівненської обласної державної адміністрації.
- 2010 рік Грамота Управління освіти і науки Рівненської обласної державної адміністрації, за підготовку переможця 3 етапу всеукраїнського конкурсу-захисту науково-дослідницьких робіт у секції «Прикладна математика».
- 2010 рік Грамота Рівненської МАН за підготовку переможців 2 та 3 етапів Всеукраїнського конкурсу-захисту науково-дослідницьких робіт у секції «Прикладна математика».
- у 2011 р. нагороджений Почесною Грамотою Рівненської обласної ради.

## Почесні звання
- У 1999 році став дійсним членом Міжнародної педагогічної академії, м. Москва.
- У 2002 році був обраним дійсним членом Європейської асоціації безпеки.

## Науковий доробок
Йосип Джунь — автор 240 наукових праць, станом на 01.12.2016 р., трьох монографій [7,26,27] і двох патентів [28, 29]; Основні наукові інтереси й. Джуня зосереджені на таких завданнях:
1.      Створення нового наукового напряму в астрометрії, започаткованого академіком Є. П. Федоровим, який можна означити як — «Некласичні методи математичної обробки астрономічної і космічної інформації при негаусових похибках спостережень». В рамках розробки даного напрямку написано:
-          «Некласичну теорію похибок вимірів» [7], яка дозволяє подолати неспроможність фундаментальних принципів класичних процедур математичного моделювання при великих обсягах спостережень, за умов, коли починає проявлятись дія парадоксу Ельясберга-Хампеля [19]. В рамках цієї теорії обґрунтовано всезагальність розподілу Пірсона-Джеффріса VII типу з діагональною інформаційною матрицею (PJVII — розподілу), як нового закону похибок спостережень великих обсягів. Й. Джунь показав, що цей розподіл є узагальненим варіантом розподілів Гауса і Стьюдента [7, 13,16,19.21].
2.      Розробленню нових математичних процедур обробки різноманітної статистичної інформації великих обсягів. В рамках виконання цієї теми створені дві наукові теорії:
-          Аналітична теорія вагових функцій, що дозволяє застосувати на практиці ефективний метод діагностування математичних моделей найрізноманітніших явищ і процесів. Таким діагностуванням долається неспроможність другого постулату класичних методів моделювання, який виключає наявність змінних систематичних похибок в результатах багатократних спостережень. Ця теорія перетворює так звану проблему «робастного оцінювання» з евристичних спроб в дійсну науку [7];
-          Теорія інформаційних методів оцінки точності вимірювальних інструментів і систем спостережень, включаючи астрономічні і космічні засоби високої і особливо високої точності [7].
Окрім того в розробці напряму 2 отримано наступні важливі результати:
-          З метою еволюції і узагальнення класичного методу найменших квадратів (МНКв), як одного із основних сучасних методів математичного моделювання, змінено, дещо абстрактну, фундаментальну передумову цього методу — принцип найбільшої ваги — більш узагальненим: принципом максимуму інформації за Фішером [14]. Така заміна забезпечує не лише підвищення ефективності МНКв — як наукового методу, що максимізує отримання інформації Фішера при обробці наявних даних але і надає положення МНКв більш загальний, зрозумілий і доцільний зміст:
-          незалежно від американського математика В. М. Джельтмена (W. M. Gentleman) Й. Джунь розробив теорію Lp — оцінок на більш глибокому рівні, оскільки показав недіагональність інформаційної матриці Lp — розподілу;
-          вперше на основі міри інформації Шеннона теоретично обґрунтував формулу оцінки оптимального числа групування при побудові гістограм, яку необхідно застосовувати замість широкого відомого, евристичного правила Старджеса;
-          показав необхідність створення нового покоління статистичних критеріїв, які ґрунтувалися б на більш адекватних положеннях про закон похибок спостережень.
3.      Створення нових інструментів і високоефективних виробничих технологій:
-          за сприяння і при допомозі Й. Джуня на рівненському заводі «Газотрон» були випущенні нові лазерні геодезичні прилади ПЛ — І і ЛЗП — І. Перший прилад — це насадка на серійний нівелір НЗ для призначення якої -променева реалізація візирної осі геліо-неоновим лазером на місцевості при переносі будівельних проектів в натуру і для монтажу виробничого обладнання. Прилад ПЛ — І використовувався майже в усіх БМУ СРСР і відзначений срібною нагородою ВДНГ СРСР [23]; прилад ЛЗП — І призначений для реалізації видимої лінії виска; з метою монтажу будівельних конструкцій по вертикалі, наприклад, при побудові градирень атомних станцій. На жаль, високоефективний, ретельно відпрацьований ЛЗП — І (лазерний зеніт-прилад моделі — І) не увійшов в серійне виробництво внаслідок спровокованого розвалу СРСР.
-          При активній участі Й. Джуня і при сприянні Інституту електрозварювання імені Є. О. Патона. в Лабораторії електрошлакового переплаву НДІТМ створені унікальні установки УШЛ — 100 і УШЛ — 200, за допомогою яких вперше була вирішена проблема отримання ливарних заготовок без усадкової раковини. Ці установки не мають аналогів у світовій практиці і успішно працюють і в наш час, реалізуючи фактично безвідходне виробництво різноманітних інструментальних сталей.

Й. Джунь увійшов до списку American Biographical Institute, USA. Був членом редакції збірника Economica Firiem Братіславського університету (Словаччина) [22, с. 11].

1. Материалы наблюдений на зенит-телескопах.- Яцкив Я. С., Двулит П. Д., Попов Н. А., Джунь И. В. и др. Изд. МГК при Президиуме АН СССР, М.,1964. — 110 с.
1968

2. Механизация уравнительных вычислений топографо-геодезических робот с помощью ЭЦВМ «Промінь»- Хохлов И. В., Мануйлик А. Т., Джунь И. В.- XVII Межвузовская научно-техническая конференция. Тезиси докладов. Часть II, секции VI—XI, Ровно, 1968, с. 248—249.

3. Распределение Пирсона VII типа в ошибках наблюдений над колебаниями широт. Изд."Наукова думка", К.: Астрометрия и астрофизика. — 1969. Вып.2, с. 101—115.

4. Разработка методики уравнительных вычислений на ЭЦВМ. Научно-технический отчет. / Хохлов И. В., Мануйлик А. Т., Джунь Й. В. — Фонды УИИВХ, Ровно. 1969. — 75 с.

5. О функции распределения ошибок широтных наблюдений. Изд. «Наукова думка», К.: Астрометрия и астрофизика, 1970. Вып. 10, с. 5-10.

6. О назначении весов астрономическим наблюдениям. Изд. «Наукова думка» К.: Астрометрия и астрофизика, 1970. Вып. 10, с. 26-34.

7. Основные вопросы теории точности астрономических наблюдений. Изд. «Наукова думка». К.: Материалы Пленума Комиссии по изучению вращения Земли Астрономического Совета АН СССР, 1972, с. 28-29.

8. Про оцінку ненадійних спостережень при гідрологічних, гідротехнічних та геодезичних дослідженнях. Вид. «Вища школа». Гідромеліорація та гдротехнічне будівництво. Львів: 1974. Вип. 2, с.73-75.

9. О системе весов при обработке наблюдений шкальных пар.- Джунь И. В., Максимова И. И., Обрезкова Е. И. //Вращение и приливные деформации Земли. Киев, 1974. Вып. 6, с. 120—125.

10. Анализ параллельных широтных наблюдений, выполненных по общей программе. Автореф. дис… канд. физ.-мат. наук — Киев, Институт математики АН УРСР, 1974. — 19 с.

11. Планшет для решения инженерных задач (для студентов специальности 1511). — Джунь И. В., Даниловський М. И. Фонды УИИВХ, Ровно, 1974. — 5 с.

12. Автоматизація урівнювальних обчислень на малих ЕОМ. — Хохлов И. В., Мануйлик А. Т., Джунь И. В. Вид-во «Вища школа» — Гідромеліорація та гідротехнічне будівницство. Львів, 1974, вип.2, с. 70-73.

13. Статистичний критерій ретельності вимірів при гідрологічних, гідротехнічних та геодезичних дослідженнях. Видавництво: «Вища школа».// Гідромеліорація та гідротехнічне будівництво. Львів. Вип. 3, с. 27-29.

14. О вариациях дисперсии случайных ошибок широтных наблюдений. — Джунь И. В., Максимова И. И. // Вращение и приливные деформации Земли. Киев: 1975, вып.VII, с. 27-29.

15. Аэротопографическая сьемка. Методические разработки к лабораторным работам. — Куцериб Н. А., Джунь И. В., Даниловский М. И., Садовец Б. А. — Фонды УИИВХ, Ровно — 28 с.

16. Методические указания к лабораторным работам по теме « Нивелирование» (для студентов специальности 1511). — Джунь И. В., Мануйлик А. Т. Фонды УИИВХ, Ровно, 1975. — 32 с.

17. Указания к выполнению РГР " Решение задач, связанных с рельефом (для студентов специальности 1511). Фонды УИИВХ, Ровно −3 с.

18. Измерение площади полярным планиметром. Методические указания к лабораторным работам. — Джунь И. В., Дружинина М. Е. Фонды УИИВХ, Ровно, 1977. — 8 с.

19. Рекомендации по выполнению учебной практики по инженерной геодезии. — Джунь И. В., Даниловський М. И., Дружинина М. Е. Фонды УИИВХ, Ровно , 1977. — 34 с.

20. Тахеометрическая сьемка. Методические указания к РГР. — Джунь И. В. Фонды УИИВХ, Ровно. — 14 с.

21. К вопросу усовершенствования программы курса инженерной геодезии для негеодезических вузов- Бутенко П. Е., Джунь И. В., Даниловський М. И.// Материалы Всесоюзной учебно-методической конференции «Научная организация процесса обучения студентов по инженерной геодезии в вузах», Харьков. 1978, с. 82-84.

22. Методические указания по решению геодезичеких задач на ЭВМ. — Джунь И. В., Мануйлик А. Т., Ушакова Л. С., Мудрая Л. П. Фонды УИИВХ, 1978. — 26 с.

23. Методические указания к РГР: «Решение задач, связанных с рельефом местности». — Джунь И. В. Фонды УИИВХ, Ровно , 1978. — 14 с.

24. Задания учебной практики по инженерной геодезии (для студентов специальности 1511). — Джунь И. В., Кудрявцев Л. И., Даниловський М. И., Матяшук И. С. Фонды УИИВ, Ровно, 1979. — 50 с.

25. Задания к РГР «Тахеометрическая сьемка» — Джунь И. В., Карачева В. В.  Фонды УИИВХ, Ровно, 1979. — 6 с.

26. Разработка рекомендаций по защите магистральных трубопроводов на оползневых участках. — Джунь И. В., Бутенко П. Е., Ли А. П., Васильева Э. А., Сяський В. А. // Научно-технический отчет. Номер государственной регистрации 79027140. Инв. № 675589, Ровно, УИИВХ. 1979. — 178 с.

27. Лазерная насадка к нивелиру НЗ и ее применение в гидромелиоративном строительстве. — Джунь И. В., Бутенко П. Е., Даниловский М. И., Ферчук Е. Е., Тарнавский Д. С. // Гидромелиорация и гидротехническое строительство. Львов, 1980. Вып. 8, с. 91-93.

28. О методике топографического дешифрирования космических снимков при региональных оценках динамики ландшафтных изменений. — Джунь И. В., Завадский Н. Ф. // Республиканская научно-техническоя конференция «Актуальные проблемы водохозяйственного строительства». Тезисы докл. Ровно, 1980, с. 28-30.

29. О преимуществах применения фотокарт как основы для розбивочных робот в гидромелиоративном строительстве. — Джунь И. В., Дружинина М. Е.  // Республиканськая научно-техническая конференция "Актуальные проблемы водохозяйственного строительства " Тезисы докл., Ровно , 1980, с. 30-31.

30. Разработка рекомендаций по защите магистральных трубопроводов на оползневых участках трассы. — Бутенко П. Е., Ли А. П., Джунь И. В.,  Карачева В. В., Васильева Э. А. Фонды УИИВХ, Ровно , 1980 −278 с.

31. Исследование лазерной геодезической техники. Научно-технический отчет. — Джунь И. В., Васильева Э. А., Даниловський М. И. Фонды УИИВХ, Ровно , 1981. — 76 с.

32. Об определении допустимых углов прямой геодезической засечки при наблюдении за динамикой оползней. — Джунь И. В., Васильева Э. А. // Инженерно-геодезические работы в строительстве. М.: МИИГАиК, 1981. Вып. 7(6), с. 71-74.

33. Контроль планировочных работ в гидромелиоративном строительстве с помощью лазерной приставки ПЛ-1 к нивелиру НЗ. — Джунь И. В., Васильева Э. А. // Деп. ОНТИ ЦНИИГАиК 20.05.1982. Рег..№ 72 гд-Д82 (РЖ. сер.52, Вып. 4, 1982).

34. Внеаудиторная робота студентов по изучению и использованию новейших лазерных геодезических приборов.// Методические материалы по активизации самостоятельной роботы студентов. Ровно, УИИВХ, 1982, с. 18-19.

35. Лазерный створофиксатор ПЛ 1-НЗ и его применение в промышленном и гражданском строительстве. — Джунь И. В., Васильева Э. А. Изд. ОТИ объединения «Северовостокзолото». Колыма, Магадан, 1982, № 9, с. 26-29.

36. Достоинства и недостатки современных отечественных гелий-неоновых лазеров, применяющихся в приборах прикладной геодезии. — Джунь И. В., Васильева Э. А.// Деп. ОНТИ ЦНИИГАиК 26.11.1982. Рег.№ 95 гд-Д82-13 с.

37. Лазерный створофиксатор ПЛ 1-НЗ и его применение в водохозяйственном строительстве. -Васильева Э. А., Джунь И. В. // Экспресс-информация ЦБНТИ Минводхоза СССР, М.: 1982. Сер. 5, вып. 9, с. 8-18.

38. Первый серийный лазерный зенит-прибор ЛЗП-1 и его применение в водохозяйственном строительстве. — Джунь И. В., Васильева Э. А., Тарнавский Д. С.,Толмачев А. С., Сорокин Н. А. // Экспресс-информация ЦБНТИ Минводхоза СССР, М.: 1982. Сер. 5, вып. 9, с. 15-18.

39. Робочая программа учебной практики по курсу " Инженерная геодезия ". Фонды УИИВХ, Ровно, 1982. — 14 с.

40. Методические указания к лабораторним роботам по курсу «Новое в инженерной геодезии» для ФПК работников Минводхоза СССР. — Джунь И. В., Куцериб Н. А., Романчук С. В. — Фонды УИИВХ , 1982. — 50 с.

41. Геодезические методы исследования оползней. Научно-технический отчет. — Лебедь Г. И., Джунь И. В., Васильева Э. А., Пневський П. И. Фонды УИИВХ, Ровно , 1982. — 68 с.

42. Исследование лазерной геодезической техники и разработка рекомендаций по ее созданию, усовершенствованию, внедрению в промышлинное и гражданское строительство Ровенской области. — Джунь И. В. , Васильева Э. А. , Даниловеський М. И. — Фонды УИИВХ, Ровно , 1982. — 85 с.

43. Вопросы инженерной геодезии: лазерная приставка ПЛ-I. Семинар НТС ГУГК при кафедре геодезии МИИТ. — Матвеев С. М. , Джунь И. В., Васильева Є. А. // Геодезия и картография, М.: 1982, № 11 , с. 18-19.

44. Использование лазерной приставки при подземных геодезических работах. — Джунь И. В., Васильева Э. А. Изд."Транспорт", Транспортное строительство. М.: 1983, № 1, с. 21-22.

45. Сравнительный технико-экономический анализ геодезических методов плановой разбивки дренажных систем в гидромелиоративном строительстве. — Вепрева М. Е., Джунь И. В. // Гидромелиорация и гидротехническое строительство. Львов, 1983, № 1, с. 19-22.

46. Точное определение высоты геодезического прибора при выполнении съемочных и разбивочных работ для промышленного строительства. — Джунь И. В., Васильева Э. А. // Деп. ВНИИС Госстроя СССР. Per № 3590, 1983. — 5 с.

47. Применение лазерного створофиксатора ПЛ1-НЗ при строительстве коллекторов и трубопроводов закрытых оросительных систем. — Джунь И. В., Гончар Е. Ф., Васильева Э. А.// Деп. ОНТИ ЦНИИГАиК-02.08.1983. Рег.№ 116 гд-Д83. — 7 с.

48. Лазерный зенит-прибор ЛЗП-1 и принципы его поверок и юстироворок. — Джунь И. В., Васильева Э. А., Асеев В. Ф. //Деп. ОНТИ ЦНИИГАиК 24.10.1983. Per № 123 гд-Д83.

49. О методике исследования осевых пар лазерных приборов вертикального проектирования. — Джунь И. В., Васильева Э. А.//Деп. ОНТИ ЦНИИГАиК 24.10.1983. Рег. № 124 гд-Д83. — 7 с.

50. Работы опытно-методической геофизической партии № 48 по изучению изменений силы тяжести во времени. — Файтельсон А. Ш., Золина С. П., Леонтьев И. А., Кригер Е. П., Штейман Н. Б., Джунь И. В. // Научно-технический отчет. Фонды ВГФ ВНИИГеофизики АН СССР, СРГЭ НПО «Нефтегеофизика». М.: 1983. — 89 с.

51. О влиянии лазерной приставки ПЛ-1 на основное условие нивелира НЗ. — Джунь И. В., Дружинина М. Е., Васильева Э. А., Мальчук Н. П. // Геодезия и картография, М.: 1983, № 12, с. 33—37.

52. Практическое применение дифференциально-графического метода определения смещения участков магистрального нефтепровода под влиянием оползней. — Васильева Э. А., Гиль B.C., Джунь И. В. Изд. ВНИИОЭНГ-Нефтяная пром., сер. Транспорт и хранение нефти и нефтепродуктов. М.: 1983, вып. 11, с. 10-12.

53. Флюктуации веса индивидуальных измерений ускорения силы тяжести и способ их учета при обработке баллистических наблюдений. Изд. МГК при Президиуме АН СССР и НПО «Нефтегеофизика». // Повторные гравиметрические наблюдения. М.: 1983, с.46-52.

54. Простой метод учета неоднородности индивидуальных измерений на баллистическом гравиметре. Изд. МГК при Президиуме АН СССР и НПО «Нефтегеофизика». // Повторные гравиметрические наблюдения. М.: 1983, с. 53-58.

55. Использование коэффициентов эксцесса для контроля за постоянством метрологической ситуации при работе с баллистическим гравиметром. Изд. МГК при Президиуме АН СССР и НПО «Нефтегеофизика». // Повторные гравиметрические наблюдения. М: 1983, с. 59-65.

56. Анализ функции распределения результатов измерений g гравиметрами ГНУК-1 (В) и Prospector по совокупности малых выборок. — Джунь И. В., Золина С. П. Изд. МГК при Президиуме АН СССР и НПО «Нефтегеофизика». // Повторные гравиметрические наблюдения. М.: 1983, с. 98—103.

57. Исследование лазерной геодезической техники, розработка рекомендаций по ее созданию, усовершенствованию, внедрению в промышленное и гражданское строительство Ровенской области. — Джунь И. В., Васильева Э. А., Даниловський М. И., Завадский Н. Ф. — Фонды УИИВХ Ровно, 1983. — 278 с.

58. Применение лазерых геодезических приборов в ГМС. — Джунь И. В., Васильева Э. А., Мальчук Н. П., Тисский М. Г., Матяшук И. С. Фонды УИИВХ, Ровно , 1983. — 68 с.

59. Совершенствование теории и практики геодезических измерений для целей ГМС. — Лебедь Г. И., Джунь И. В., Васильева Э. А., Ассев В. Ф., Коротун С. И. Фонды УИИВХ, Ровно, 1984. — 58 с.

60. О применении регрессионного анализа в гидромелиоративных, гидротехнических и геодезических исследованиях. — Джунь И. В., Васильева Э. А.//Деп. ОНТИ ЦНИИГАиК 17.01.1984 Per. № 127гд-Д84. — 7 с.

61. О лазерной системе геодезического контроля очистки дна каналов. — Джунь И. В., Чурай С. А. // Деп. ОНТИ ЦНИИГАиК 17.01.1984 Per. № 125гд-Д84-12 с.

62. Использование лазерной приставки ПЛ-1 для безреечных сьемок. — Джунь И. В., Васильева Э. А.// Деп. ОНТИ ЦНИИГАиК 30.07.1984 Per. № 146гд-Д84-5 с.

63. Графический метод определения оптимальной программы геодезических наблюдений за ГТС, расположенными в оползневой зоне. — Джунь И. В., Васильева Є. А. // Гидромелиорация и гидротехническое строительство. Львов: 1984, вып. 12.

64. Анализ оптимальных условий применения лазерной приставки ПЛ-1 к нивелиру НЗ в строительстве при выполнении геодезических разбивочных работ. — Джунь И. В., Васильева Э. А. // Доклады науч.-техн. конференции по итогам реализации программы «Строительный комплекс». Горький, 1984.

65. Закон распределения погрешностей определения времени и широты на астролябии Данжона. — Джунь И. В., Славинская А. А. Изд. «Наукова думка». // Вращение и приливные деформации Земли. К.: 1984, вып. 16, с. 69-74.

66. О разработках новейших лазерних геодезических приборов. Семинар НТС ГУГК в 1983г. // Геодезия и картография, М. 1984г, № 3, с. 57.

67. О значени способов визуальной индикации лазерного излучения при выполнении геодезических работ в мелиоративном строительстве.// Джунь И. В., Коротун С. И.- Республиканская научно — техническая конференция: " Повышение эффективности использования мелиорируемых земель. Тезиси докладов, ч. III, Ровно, УИИВХ, 28. II, 1984, с. 106.

68. Отечественные серийные лазерные приборы и их использование в горной промышленности. — Джунь И. В., Васильева Э. А., Даниловский М. И. // Тезисы докладов респ. науч.-техн. конференции «Совершенствование совместной открыто-подземной разработки рудных месторождений», Кривой Рог, 1984, с. 214—213.

69. О возможности количественной оценки степени постоянства условий наблюдений на зенит-телескопах. Изд-во «Наукова думка», К.: Астрометрия и астрофизика, 1984, вып. 53, с. 93—97.

70. Исследование лазерной геодезической техники, разработка рекомендаций по ее созданию, усовершенствованию, внедрению в гидромелиоративное, промышленное и гражданское строительство Ровенской области. — Джунь И. В., Васильева Э. А., Даниловский М. И., Завадский Н. Ф., Чурай С. А., Коротун С. И. // Научно-технический отчет. Деп. УИНТИ. Номер государственной регистрации 01825055226. К.: 1984. — 103 с.

71. Новый метод визуального отсчета при геодезических работах с применением лазерных визиров. — Джунь И. В., Васильева Э. А., Чурай С. А.// Деп. ОНТИ ЦНИИГАиК 20.07.1984. Per. № 147 гд-Д84-с.7.

72. Об учете изменений наклонностей вертикальной оси при исследовании осевых систем. — Джунь И. В. , Васильева Э. А.// Деп. ОНТИ ЦНИИГАиК 20.07.1984. Per. № 148 гд-Д84-с. 9.

73. Особенность закона распределения результатов баллистических измерений ускорения силы тяжести. — Джунь И. В., Арнаутов Г. П., Стусь Ю. Ф., Щеглов С. Н. Изд. МГК при Президиуме АН СССР и НПО «Нефтегеофизика». // Повторные гравиметрические наблюдения. М: 1984, с. 87-100.

74. Новый способ оценки результатов измерений на абсолютном лазерном баллистическом гравиметре. Изд. МГК при Президиуме АН СССР и НПО «Нефтегеофизика». // Повторные гравиметрические наблюдения. М.: 1984, с. 101—119.

75. О применении лазерной приставки ПЛ-1 с нивелиром НС4. — Джунь И. В., Васильева Э. А., Дружинина М. Е., Даниловський М. И., Завадский Н. Ф. // Деп. ОНТИ ЦНИИГАиК 08.02.1985 г. Рег. № 063гд-Д85 (РЖ "Геодезия и аерофотосьемка ,1985, № 6.)

76. Вопросы инженерной геодезии и картографии, — Тезисы докладов на секции инженерной геодезии НТС ГУГК при СМ СССР в 1984 г. // Геодезия и картография, 1985, № 2, с. 56.

77. Формулы для вычисления дисперсии эксцесса при симметричных негауссовых распределениях ошибок геодезических измерений. // Деп. ОНТИ ЦНИИГАиК 08.02.1985 г. // Рег. № 169гд-Д85, с. 5.

78. Как оценить точность геодезических инструментов и методов наблюдений при негауссовом распределении погрешностей? // Деп. ОНТИ ЦНИИГАиК 08.02.1985г. Рег. № 170гд-Д85, с. 9.

79. Методы динамической геодезии и их значение в разработке программы рационального использования природных ресурсов. — Джунь И. В., Васильева Э. А., Лебедь Г. И. // Тр. V съезда Географического общества УССР, Симферополь, март, 1985. Изд-во «Наукова думка», Киев, 1985, с. 143—144.

80. Об одном обобщении математической формы распределений Лапласа и Гаусса и его применении при математической обработке астрономических наблюдений. // Кинематика и физика небес, тел.  1985, т.1, № 4, с. 62-66.

81. Об одном обобщении нормального закона распределения и его применении к анализу неравноточных астрономических наблюдений. // Кинематика и физика небес. тел.  1985, т. 1, № 5, с. 92-94.

82. Исследование нестабильности направленного лазерного излучения зенит-прибора ЛЗП-1. — Джунь И. В., Васильева Э. А. // Деп. ОНТИ ЦНИИГАиК 22.05.1985.Рег. № 179 гд-Д85-с. 9.

83. Исследование лазерного указателя направлений. — Джунь И. В., Васильева Э.А, Даниловский М. И. // Деп. ОНТИ ЦНИИГАиК 22.05.1985.Рег. № 180 ГД-Д85-С. 9.

84. Лазерная приставка ПЛ-1 к нивелиру Н3. — Джунь И. В., Васильева Э. А. // Проспект ВДНХ СССР. Ровно, 1985 с. 4.

85. Копир-держатель для фотоприемного устройства лазерной системы СКП-1 с универсальным кронштейном. — Васильева Э. А., Даниловский М. И., Джунь И. В., Чурай С. А. // Информационный листок о научно-техническом достижении № 85-10. Ровно, 1985- с. 6.

86. О применении лазерных визиров и рейки с зеркальным отражателем для контроля планировки. — Джунь И. В., Чурай С. А., Васильева Э. А. // Деп. ОНТИ ЦНИИГАиК.Рег. № 191 гд-Д85-с. 5.

87. Об учете эксцессов распределения ошибок при сравнении точности различных рядов астрономических наблюдений. // Кинематика и физика небес. тел. −1986, т.2, № 1, с. 88-94.

88. Некоторые аспекты практического использования Lp— и эксцесс-оценок при обработке геодезических измерений.
Изд-во МИИГАиК. // Известия вузов. Геодезия и аэрофотосъемка, 1986, № 4, с. 43-48.

89. Границы неравенства Рао-Крамера для дисперсий оценок параметров Lp -распределения. Изд-во МИИГАиК. // Известия вузов. Геодезия и аэрофотосъемка, 1986, № 5, с. 58-61.

90. О методике подбора функции плотности для эмпирических распределений ошибок геодезических измерений, имеющих положительный эксцесс. — Джунь И. В., Васильева Э. А.//Деп. ОНТИ ЦНИИГАиК 12.09.1986.

91. О совершенствование методики анализа и оценки точности нивелирования I класса при геодинамических исследованиях. — Джунь И. В., Сомов В. И. // Современные геодинамические процессы и их изучение в связи с проблемой прогноза землетрясений. Изд. «Наукова думка». К.: 1986, с. 74-80.

92. Увеличение дальности действия лазерных визиров при помощи рейки с зеркальным отражателем. — Джунь И. В., Васильева Э. А., Чурай С. А. // Экспресс-информация ЦБНТИ Минводхоза СССР. М.: 1986, Вып.5.

93. Методические указания по применению активных методов обучения в курсе "Инженерная геодезия ". — Джунь И. В., Черняга П.Г, Матяшук И. С., Мануйлик А. Т., Даниловский М. И., Лебедь Г. И., Васильева Э. А. — Фонды УИИВХ, Ровно , 1986. — 28 с.

94. Лазерная приставка ПЛ-1 к нивелиру НЗ: назначение, устройство, важнейшие особенности применения. Джунь И. В., Васильева Э. А. // Стендовый проспект ВДНХ СССР. Ровно, 1986. — 4 с.

95. О точности определения объемным методом оползневого давления на магистральный нефтепровод. — Джунь И. В., Васильева Э. А. // Совершенствование съемочных работ на горных предприятиях и в строительстве. Л.: ЛГУ, 1986, с. 97-100.

96. О применении лазерных визиров и рейки с зеркальным отражателем для контроля планировки. — Джунь И. В., Чурай С. А., Васильева Э. А. // Деп. ОНИПР ЦНИИГАиК 10.01.1987г. № 259-гд.

97. О разработке оптимальной программы геодезических наблюдений нефтепровода и за динамикой оползневых процессов. — Джунь И. В., Васильева Э. А., Лебедь Г. И. // Деп. ОНТИ ЦЩИГАиК 16.04.1987. Рег. № 258гд −9 с.

98. Геодезические работы при определении смещений магистральных трубопроводов, расположенных в оползневой зоне. — Джунь И. В., Васильева Э. А., Лебедь Г. И. // Монография. Деп. ОНИПР ЦНИИГАиК 08.06.1987 −245 с.

99. О выборе интервала гистограммы.//Деп. ОНТИ ЦЩИГАиК 12.01.1987. Рег. № 233гд-с.9.

100. Об одном способе проверки нормальности распределения превышений при высокоточном нивелировании на геодинамических полигонах. — Джунь И. В., Сомов В. И.// Деп. ОНТИ ЦЩИГАиК 26.08.1987. Рег. № 251-гд.

101. О нормальном законе и одном его обобщении. // Геодезия и картография. 1987, № 10, с. 24-28.

102. О функции распределения превышений правого и левого нивелирования прямого и обратного ходов при геодинамических измерениях 1-го класса. — Джунь И. В., Сомов В. И., Гиль B.C. // Современные геодинамические процессы и прогноз землетрясений. К.: 1987, с. 78-84.

103. Новый класс распределений для аппроксимации эмпирических рядов ошибок астрономических наблюдений. // Современная астрономия: Тр. 23-й астрометрической конференции СССР (Пулково 19-23 мая 1985г.) — Л.: Наука, 1987, с. 373—378.

104. Исследование геодезических зенит-приборов. — Джунь И. В., Васильева Э. А.. Даниловский М. И. // Геодезическое обеспечение строительства. М.: 1987. с. 156—162.

105. О границах неравенства Рао-Крамера для дисперсий оценок параметров распределения Пирсона VII типа. // Кинематика и физика небес. тел, −1988, т. 4, № 1, с. 85-87.

106. Теория веса геодезического измерения, построенная на принципе правдоподобия. // Геодезия, картография и аэрофотосъемка. −1988, № 47. с. 9-13.

107. Эксцесс-теория математической обработки астрономических наблюдений: некоторые теоретические выводы и практические результаты, // Изучение Земли как планеты методами геофизики, геодезии и астрономии: Тр. II Орловской конференции (Полтава, 22 сентября — 3 октября 1986г.) — Киев: Наук.думка,1988, с. 221—222.

108. Обработка наблюдений на астролябии Данжона с учетом эксцесса закона ошибок остаточных погрешностей. — Джунь И. В., Славинская А. А. // Изучение Земли как планеты методами геофизики, геодезии и астрономии // Тр. II Орловской конференции (Полтава, 29 сентября — 3 октября 1986г.) -К.: Наук.думка,1988, с. 222—226.

109. О важности проверки гипотезы нормальности при использовании распределения Стьюдента в геодезии. Изд-во МИИГАиК. // Известия вузов. Геодезия и аэрофотосъемка. 1988, № 6, с. 65-70.

110. Метод сравнения точности геодезических приборов, учитывающий эксцесс закона распределения вероятности ошибок. Изд-во МИИГАиК. // Известия вузов. Геодезия и аэрофотосъёмка. 1989, № 3, с. 55-61.

111. Исследование функции распределения месячных серий наблюдений гравиметром GS-12 на Ашхабадском геодинамическом полигоне. — Джунь И. В., Кирста О. Б. Изд-во «Ылым». Известия АН Туркменской ССР. Сер. физ.-техн., хим. и геол. наук 1989 г, № 5, с. 88-91.

112. Об аппроксимации плотности вероятности некоторых рядов ошибок геодезических измерений распределением Пирсона VII типа. Изд-во МИИГАиК. // Известия вузов. Геодезия и аэрофотосъёмка. 1989, № 6, с. 43-48.

113. Анализ однородности рядов гравиметрических наблюдений на Ашхабадском геодинамическом полигоне. — Джунь И. В., Кирста О. Б. Изд-во «Ылым». Известия АН Туркменской ССР. Сер. физ.-техн., хим. и геол. наук. 1991 г, № 2, с. 60-64.

114. Распределение Пирсона VII типа ошибок лазерных наблюдений ИСЗ. // Кинематика и физика небес, тел. 1991г., т.7, № 3, с. 82-91.

115. Pearson's Distribution of type VII of the Errors of Satellite Laser Ranging Data.// Kinematics and Physics of Celestial Bodies. 1991, vol.7, pp. 74–84. Allerton Press, Inc./ New York.

116. Статистические методы современной геодинамики Карпато-Динарского региона. — Сомов В. И., Джунь И. В., Рахимова И. М., Скрыль В. А., Евсеева СМ. // (Монография) К.: Наукова думка, 1992, с. 304.

117. Коментарий к использованию распределения Пирсона VII типа в астрометрии. — Джунь И. В., Новицкий П. В. // Кинематика и физика небес, тел. 1992 г., т.8, № 5, с. 89-92.

118. Comments of Use of the Type VII Pearson Law in Astromentry. — I.V. Dzhun and P.V. Novitskii // Kinematics and Physics of Celestial Bodies. 1992, vol. 8. No. 5. p.p. 78-81. Allerton Press. Inc./ New York.

119. Об использовании распределения Пирсона VII типа для аппроксимации ошибок наблюдений в астрометрии. // Измерительная техника. 1992 г., № 3.

120. About make use of Pearson's Distvibution of Type VII for the Approximation of observations Errors in Astrometry // Measuvement Techniques. Volume 35, Number 3(1992). Springer.

121. Математическая обработка астрономической и космической информации при негауссовых ошибках наблюдений: Автореф. дис…. докт. физ.-мат. наук. Киев, институт математики АН УССР, 1992. — 46 с.

122. О числе градаций гистограмм ошибок астрономических наблюдений. // Кинематика и физика небес. тел. 1993 г., т. 9,
№ 1, с. 88-93.

123. О состоянии исследований современных движений земной коры на геодинамических и техногенных полигонах Украины. — Бондарь., АЛ, Колесник А. Н., Гулкевич В. Г., Сомов В. И., Палиенко В. П., Купраш Р. П.. Дейнека В. И., Заблотский Ф. Д., Плотичер Е. А., Джунь И. В. // Тр. 1-ї Української наукової конференції: «Комплексні дослідження сучасної геодинаміки земної кори» (Алушта, 20-26.09.1993) Львів: 1993, с. 10-11.

124. On the Number of Boxes in the Histograms of Astronomical Observational Errors // Kinematics and Physics of Celestial Bodies, 1993, vol. 9, № 1, p.p. 72-76. Allerton Press, Inc. / New York.

124-А.  Джунь Й.В. Про один парадокс МНК і можливості його врахування  при математичній обробці економічної інформації./Перша , науково-підсумкова конференція. професорсько -викладацького складу Острозького Вищого колегіуму НУ,Києво-Могилянська Академія.Остріг. 2-3.04.1996р.

125. О некоторых фундаментальных вопросах математической обработки геофизической информации. — Сомов В. И., Джунь И. В. // Геодинамические исследования в Украине. Изд. ИГ НАН Украины. К. 1996, с. 167—178.

126. Методичні вказівки і завдання для виконання контрольних робіт з дисципліни: «Обчислювальна техніка та програмування» студентами ІІ курсу. — Ясінський А. М., Джунь Й. В. Фонди РЕГІ, Рівне, 1997. — 18 с.

127. Програма курсу «Статистики». — Джунь Й. В. -Фонди РЕГІ, Рівне, 1997. — 18 с.

128. Програма курсу «Основи математичної статистики» для студентів педагогічного факультету (УПК ПП)., спеціальність 7.010104. — Джунь Й. В. — Фонди РЕГІ, Рівне 16 с.

129. Проблеми застосування імовірнісних методів в економіці. // Евріка.-РЕГІ, Рівне, 1998 р., № 1, с. 43-45.

130. The Problems of Probability Methods in Economics.// Economica Firiem 1998. Bardejovske Kupele. 5. — 6.5. 1998. c. 444—448.

131. The Tasks of the Information Ensuring of the economic Development of the Post-communist States. — Bednarchuk Dimitvij, Dzhun Joseph // Medzinarodna vedecka Konferencia «Slovenska ekonomika zjednotenej Europe» (-2 oktober 1998, Herlany, s. 1-2).

132. A gazdasagi prognozis mint erdekek informacios tarhazanak edyik aspektusa // 1998 szeptember 25-i kozgyulesehez Kapsolodo kerekasrtal — Konferenciajanak es. szeptember 26-i Tudomanyos Ulesenek. Nyiregyhaza, 1998, c, 23.

133. Програма, методичні рекомендації та завдання до виконання контрольних робіт з дисципліни «Статистика». — Джунь Й. В., Ясінський А. М., Фонди РЕГІ, Рівне, ТЕТІС, 1998. — 75 с.

134. Статистична перевірка спроможності одного постулату А. А. Маркова як основи СНК. // Евріка.- РЕГІ, Рівне, 1999, № 2, с. 84-89.

135. Информационный подход в определении общих требований к учебным программам. — Пелех Ю. В., Джунь И. В. // Зб. праць Міжнародної науково-практичної конфер. «Навчально-виховний процес у вузі і школі та шляхи його розвитку і вдосконалення» (Рівне, 14-17.05.1999) РЕГІ, Рівне 1999, ч.3.с.205-208.

136. Основи теорії державної ідеології, як чинника освітніх концепцій. — Джунь Й. В., Миронець Н. Р. // Зб. праць Міжнародної науково-практичної конфер. «Навчально-виховний процес у вузі і школі та шляхи його розвитку і вдосконалення» (Рівне. 14-17.05.1999), РЕГІ, Рівне, 1999, ч. III, с. 188—191.

137. Статистичні проблеми оцінювання в сучасній астрометрії. // Кинематика и физика неб. тел. Приложение, 1999 № 1.c. 75-77.

138. About mathematical Form of general Law Errors // 1999. EVI TUDOMANYOS ULESENEK. — Bessenyei Gyorgy Tanarkepzo Foiskola, Nyiregyhaza, 1999., szeptember 25, p. 11.

139. About the necessity of Elaboration of the basis of Structure of Economic Information. // The conference «National and Regional Economy» — Herlany, 22-24.09,1999.

140. About the Law of Distribution of rundom Oscillations of stock Index RMS 100 — Gazda Vladimir, Dzhun Joseph // EKONOMIKA FIRIEM 1999, Kosice 9.9-10.9.1999.

141. О двух концепциях в астрономии. Доклад на Международной конференции, посвященной 90- летию со дня рождения академика Е. П. Федорова. Киев, 26-30. 1999.

142. Что считал Е. П. Федоров главным? // Кинематика и физ. неб. тел. Приложение, К. 1999, № 1 с. 132—134.

143. O законе распределения случайных осцилляций индексных рядов макроэкономических показателей. — Джунь И., Газда В., Муха А., Дем'янюк В. // Зб. праць Міжнародної науково-практичної конференції «Економічні та гуманітарні проблеми розвитку суспільства у третьому тисячолітті». РЕГІ, Рівне, 27-29.04.2000, с. 505—509.

144. Прогнозні оцінки показника конкурсу на вступних іспитах до ВУЗів по Рівненській області. — Герус В. А., Джунь Й. В., там же, с. 125—127.

145. Про необхідність поєднання зусиль Православної Церкви та закладів освіти в духовному вихованні молоді. — Джунь Й. В., там же, с. 125—127.

146. Аграрне питання як вузол економічних, політичних і національних проблем у перехідний період. — Миронець Н. Р., Джунь Й. В., там же, с. 144—147.

147. Устарел ли способ наименьших квадратов? // Кинематика и физика небесных тел. 2000, т.16, № 3, с. 281—288.

148. Is the Method of Least-Squares out of Date ? // Kinematics and Physics of Celestial Bodies, 2000, vol. 16, № 3, p.p. 245-252. Allerton Press, Inc. / New York.

149. Обмеження негативного впливу кіно — і телепродукції на підростаюче покоління. — Джунь Й. В., Бернацький В. А., Мартинюк Г. Ф. В зб. «-Психолого-педагогічні основи гуманізації навчально-виховного процесу в школі та вузі», Рівне: Ліста, 2001, с. 63-66.

150. Про одне узагальнення нормального закону і його значення в економетричному аналізі — Джунь Й. В.- Streszczenia referatow Miedzynarodowej Konferebcii Naukowej «Zarzadranie I handel zagraniczny w malych i srednich przedsiebiontwach w warunkach integracii europejskiej» — Zakopane, 10-12.06.2001.

151. Safety of informational systems. — Dzhun J.-II Miedrynarodowa Konferencia Naukova «Zarzadranie bespiecrenstwem». -Streszczenia ref. Zakopane, 10-12.06.2001.

152. The basic principles of the national economical systems and development. — Dzhun J. // EKONOMICA FIRIEM-2001. — Zbornik z medzinarodnej conferencie — Svit, 12-14.09.2001, p. 151-153.

153. O distribucnom rozdeleni vynosov burzoveho indexu Dow Jones. — Dzhun J., Gazda V. // EKONOMICA FIRIEM-2001-Program medzinarodnej konferencie — Svit, 12-14.09.2001.

154. Исследование статистических распределений ошибок наблюдений малых планет. — Брославец Д. Г., Джунь Й. В., Горель Г. К., Гудкова Л. А. // Тезисы докладов Международной астрономической конференции МАО — 180 «Расширение и связь опорных координатных систем с использованием наземных ПЗС наблюдательных средств». -Украина, Николаев, 10-13.10.2001.

155. Теория больших выборок и ее значение в современной астрометрии. — Джунь Й. В. // Тезисы докладов Международной конференции: «Вивчення геодинамічних процесів методами астрономії, геодезії і геофізики» — Україна, Полтава, 09-12.10.2001.

156. Research on statistical Distributions of observation Errors of Minor Planets. — Broslavets D.G., Dzhun J.V., Gorel G.K., Gudkova L. A. // Extension and Connection Technigue — International astronomical conference — Nikolaev: Atoll, −2001, p. 150—155.

157. Провідні ідеї української поетичної творчості, її етичне і педагогічне значення. — Мартинюк Г., Джунь Й.  // Збірник праць молодих науковців університету. Вип. 1. Рівне: Міжнародний університет РЕГІ, с. 48-50.

158. About Distribution of Stock Index Returns Oscilations. — Dzhun J., Gazda V.,— EKONOMIKA FIRIEM. — 2002, Kosice, 11-12.09.2002.

159. Про інформаційний характер педагогічних проблем. — Пелех Ю. В., Джунь Й. В. // Матеріали конференції: "Гуманітарна парадигма розвитку освітніх та економічних процесів у світлі концепції Європейської безпеки ", Рівне: Видавництво Міжнародного університету «РЕГІ» і ЄАБ, 2002, с 179—181.

160. Использование Lp — семейств для аппроксимации распределения вариаций относительных значений индекса акций. — Джунь И. В., Газда В. // Зб.: «Психолого-педагогічні основи гуманізації навчально — виховного процесу в школі та вузі». Рівне: Волинські обереги, 2002, вип. 3, с. 427—431.

161. About Distribution of Stock Index Returns Fluctuations. — Dzhun J.V., Gazda V. //  Business Reviev. Scientific Journal of the Faculty of Bussines Ekonomics of the Vniversity of Economics in Bratislava with a seat in Kosice. 2002, vol. 1, № 2, p. 20-27.

162. O neplatnosti predpoklady normality rosdelenia vynosnosti Kapitalovych aktiv. — Dzhun J., Gazda V. // Economic Review. Quarterly Journal of the University of Economics Bratislava, 2003, vol. XXXII, № 3, p. 303-308.

163. Общий анализ распределений относительных значений биржевых индексов. — Газда В., Джунь И. // Тези доповідей на IX Міжнародній конференції: "Економічні та гуманітарні проблеми розвитку суспільства у III тисячолітті. " Рівне: Тетіс, 2005.

164. Фільтраційна насадка у пристроях для магнітного розділення дисперсій у рідинах і газах. — Дворкін Л. Й., Скрипник І. Г., Гаращенко В. І., Іщук О. О., Вовк О. В., Джунь Й. В., Андреєв О. А., Гунтік Б. І. — Енергозбереження Полісся, 2005, № 6, с. 14-16.

165. Петрургія базальту. — Дворкін Л. Й., Скрипник І. Г., Вовк О. В., Андреєв О. А., Джунь Й. В., Гунтік Б. І. — Енергозбереження Полісся, 2005, № 6, с. 12-14.

166. Спосіб виготовлення фільтраційної насадки у пристроях для магнітного розділення дисперсій у рідинах і газах. — Дворкін Л. Й., Скрипник І. Г., Гаращенко В. І., Іщук О. О., Дубчак В. А., Джунь Й. В., Андреєв О. А., Вовк О. В., Гунтік Б. І. — Заява на видачу патенту України.

167. Петрургія базальту. — Скрипник І. Г., Дворкін Л. Й., Андрєєв О. А., Джунь Й. В., // Сузір'я. Наукові записки природничо-математичного ліцею «Елітар», 2006, с. 101—103.

168. Петрургія і кам'яне лиття із базальту. — Скрипник І. Г., Андреєв О. А., Джунь Й. В. // Цільова розробка на замовлення кафедри будівельного виробництва НУВГП, Рівне — 2006.

169. Теория весовой функции и ее значение при усовершенствовании и диагностике математических моделей в экономике.  — Джунь И. В., Суховецкий И. О. -International scientific conference «Slovak Economy: Myths and Facts of our Reality. Tatranske Zruby.» 20-22.09.2006.

170. Вивчення громадянознавства з використанням інформаційних технологій на економічних факультетах вузів  — Суховецький І. О., Джунь Й. В.// Інформаційні технології в управлінні виробницством. МЕГУ, Тетіс, 2006.

171. О «черном ящике» в структуре экономической и социальной информации как элементе дестабилизации. — Джунь И. В., Суховецький I.О. // The international conference on «The Interhet and Organisational Security» — Vybrane pohledy na bezpecnost podnikani a zivoto, zeszyty naukowe EAS, № 5 , EUROPEAN ASSOUATION for SECURITY, Univerzifa Tomase Bati ve Zline , 2006.

172. Про сучасне визначення поняття соціології (аналітичний огляд). — Суховецький І. О., Джунь Й. В.// Інформаційні технології в управлінні виробництвом. МЕГУ, Тетіс , 2006.

173. Створення освітнього сайту по соціології: реалії і перспективи. — Суховецький І. О., Пилипюк Н. М., Джунь Й. В.// V Всеукраїнська конференція молодих науковців « Інформаційні технології в освіті, науці і техніці». — Черкаський національний университет ім. Б.Хмельницького , 2006.

174. Cyberterrorism os one of the Globalisation social Results. Sukhovetskyi I.Dzhun J.// IDAACS` 2007 IEEE 4th International Workshop on intelligent Data Acquisition and Advanced Computing Systems: Techunology and Applications. Dontmund, Germany , 2007.

175. Теорія вагової функції і її значення при вдосконаленні і діагностиці математичних моделей в економиці — Суховецький І. О., Джунь Й. В. // Інформаційні технології в управлінні виробництвом. МЕГУ, Тетіс, 2007.

176. Принципи визначення основних категорій соціології — Суховецький І. О., Джунь Й. В. // Інформаційні технології в управлінні виробництвом. МЕГУ, Тетіс, 2007.

177. Про деякі проблеми історичної секьюретології — Суховецький І. О., Джунь Й. В.// X Annul International Conterence «The Internet ond Organisational Secuvity» — Univezita Tomase Bati ve Zline, 2007.

178. Сучасні міфологеми і секьюритологія — Суховецький І. О., Джунь Й. В.// X Annul International Conterence «The Internet ond Organisational Security» — Univezita Tomase Bati ve Zline, 2007.

179. Фундаментальные законы развития социумов в аспекте проблем секьюретологии — Суховецький І. О., Джунь Й. В.// X Annud International Conterence «The Internet ond Organisational Secuvity» — Univezita Tomase Bati ve Zline, 2007.

180. Літосферні катастрофи, як проблема історичної соціології . — Суховецький І. О., Джунь Й. В. //Інформаційні технології в управлінні виробництвом. МЕГУ, Тетіс, 2007.

181. Искажение истории как одна из национальных угроз — Суховецький І. О., Джунь Й. В.// X Annud International Conterence «The Internet ond Organisational Secuvity» — Univezita Tomase Bati ve Zline, 2007.

182. About «The black box» in the structure of the economical and sociological information as the reason motive of the destabilization. // XXVII konf. European Association for Security. Zlin. 20-21.03.2007.

183. Сучасні аспекти проблеми обґрунтування фундаментальних принципів математичного моделювання, критеріальних процедур і метод діагностики математичних моделей в правовій інформатиці. — Цимбалюк В. І., Джунь А. Й., Джунь Й. В.-К.: Науково-дослідний центр правової інформатики Академії правових наук України. — 2007. — 42 с.

184. Метод діагностики математичних моделей в економіці. — Джунь Й. В., Суховецький І. О. // Тези доповіді на Х Міжнародній конференції «Економічні та гуманітарні проблеми розвитку суспільства у III тисячолітті». Рівне, 03-05.10.2007.

185. Distribution rozdeleni vynosov bursoveho indexu Dow Jones.  — Dzhun I., Gazda V., Liskovska V., там же.

186. Про нову невідому властивість числа {\displaystyle \pi }. — Джунь Й. В., Валецький О. О., там же.

187. The basic Components of the informativ's War against national State's on general Back-ground of the Globalisation. — Suhovetsky I., Dzhun J. // IX rocnik Merinarodni konference: «Internet a bespecnost organizaci». — Sbornic anotaci. Vydava: Universita Tomase Bati ve Zline. Zlin, 20 brezna 1997, s. 120- http://e-konference.utb.cz [Архівовано 25 травня 2022 у Wayback Machine.].

188. Патент на корисну модель № 22205 «Застосування подрібненої базальтової породи як фільтраційної феромагнітної насадки». — Дворкін Л. Й., Скрипник І. Г., Гаращенко В. І., Іщук О. О., Дубчак В. А., Джунь Й. В., Андреєв О. А., Вовк О. В., Гунтік Б. І. Зареєствовано в Державному реєстрі патентів України на корисні моделі 25.04.2007 р.

189. Про одну невідому особливість числа π. — Джунь Й. В., Валецький О. О. — Збірник наукових праць викладачів та студентів факультету кібернетики МЕГУ, Рівне: Тетіс, 2008, с. 59-65.

190. Методи створення послідовностей рівномірно-розподілених випадкових чисел та їх застосування, там же, с. 66-69.

191. Вимоги до системи тестування знань студентів, адаптованої до системи ECTS. — Суховецький І. О., Джунь Й. В. — Психолого-педагогічні основи гуманізації навчально-виховничого процесу в школі та ВНЗ, Болонський процес в Україні та Європі: досвід, проблеми, перспектива. Збірник наукових праць. Рівне, 2008, вип.. VIII, с. 283—290.
2009

192. Про одне узагальнення математичної форми розподілу Стьюдента і його значення в теорії сучасних методів аналізу даних. — Джунь Й. В., Пилипюк Н. М., Жак А. А.  // Збірник наукових праць викладачів та студентів факультету кібернетики МЕГУ. Рівне: Тетіс. 2009.
193. Method of Mathematical Modeling Diagnostics Using the Software Products. — Dzhun J., Suhkhovetsky I.,  // International Week of the Tomas Bata University in Zlin. 8 October, 2009.

194. About the Software Products of the news generation. — Dzhun J. // International Week, Agenda, Erasmus Teacher Mobiliti, Zlin, 2009.

195. Евгений Павлович не работал — он созидал! // Євген Павлович Федоров: нариси та спогади про вченого. Кол. авторів. — К.: «Наук. думка», 2009. —с. 104—107.

196. Про можливості використання імовірнісних принципів теорії перевірки гіпотез в гносеологічних процедурах у філософії і соціології. — Суховецький І. О., Джунь Й. В. // Педагогіка вищої школи: методологія, теорія, технології. Рівне, 2010, т.1, с. 180—182.

197. Про математизацію категорій соціології. — Суховецький І. О., Джунь Й. В., там же с. 183—186.

198. Патент на винахід № 90660 «Спосіб виготовлення фільтраційної насадки у пристроях для магнітного розділення дисперсій у рідинах і газах. Зареєстровано в Державному реєстрі патентів України на винаходи» 25.10.2010.

199. Формування творчої особистсті — необхідна умова підвищення конкурентноспроможності випускників в умовах збалансованого розвитку. — Желюк О. М., Джунь Й. В. // Доповідь на І Всеукраїнській відео-конференції «Модернізація освіти для сталого розвитку». 2 грудня 2010 р. Рівне.

200. Основи математичної статистики у фізичному вихованні та фізичній реабілітації. — Джунь Й. В. Рівне: Тетіс, 2010, — 88 с.

201. Програма, методичні рекомендації та завдання до виконання контрольних робіт з дисципліни «Статистика». — Джунь Й. В., Ясінський А. М. — Фонди Мегу. Рівне, Тетіс, 2010. — 76 с.

202. Гарольд Джеффріс і його закон похибок. — Джунь Й. В. // Геодезія, картографія і аерофотознімання, Львів, Вип. 73, 2010 р., с. 133—137.

203. Закон Джеффріса і його значення як сучасної концепції імовірнісного моделювання випадкових похибок спостережень. // Волинський математичний вісник. Серія прикладна математика. Випуск 8(17) 2011, с. 247—258.

204. Метод диагностики математических моделей в теоретической астрономии и астрометрии. // Кинематика и физика небес. тел, 2011, том 27, № 5, с. 65-71.

205. Об эволюции основ метода наименших квадратов на основе принципа максимума информации по Фишеру. // Кинематика и физика небес. тел, 2011, том 27, № 6, с. 64-71.

206. Генетичні алгоритми оптимізації агрологістичної інфраструктури. // I міжнародний форум з агрологістики 1-2 грудня 2011 р. Пленарне засідання, м. Рівне.

207. Dzhun I. V. A Method for Diagnostics of mathematical Models in theoretical Astronomy and Astrometry. // Kinematics and Physics of Celestial Bodies, Vol. 27, № 5, 2011, pp. 61–67, Allerton Press Inc./NewYork.

208. Dzhun I. V. On the Evolution of Concepts of the Least-Squares Method on the Basis of the Fisher Principle of Maximum Information. // Kinematics and Physics of Celestial Bodies, Vol. 27, № 6, 2011, pp. 60–67, Allerton Press Inc./NewYork.

209. Джунь И. В. Какими должны быть разности «observation-calculation» при постановке современных экспериментов в астрометрии? // Кинематика и физика небес. тел, 2012, том 28, № 1, с. 72-80.

210. И. В. Джунь. О распределении погрешностей многократных наблюдений большого объема //Измерительная техника, 2012, № 4.

211. Dzhun I. V. What are Differences «observation-calculation» bound to be during modern Experiments in Astrometry? // Kinematics and Physics of Celestial Bodies. Vol. 28, № 1, 2012, pp. 68–76, Allerton Press Inc./NewYork.

212 I.V. Dzhun' Distribution of Errors in multiple large volume, observations // Measurement Techniques, vol.55, № 4, July, 2012, pp. 393–396, Springer.

213. Валецький О. О., Джунь Й. В. Аналіз якості генерування випадкових чисел. Вісник МЕГУ. Сер.: математичне моделювання та інформаційні системи. 2012, вип. 4, с. 7-33.

214. Климчук Н. О., Джунь Й. В.: Дослідження граничних відносних похибок вимірювання об'єктів витрат спожитого газу на виробничому підприємстві " Технологія скла " на основі теорії інтервальних оцінок. Вісник МЕГУ. Сер.: математичне моделювання та інформаційні системи 2012, вип. 4, с. 34-42.

215. Шовач В. В., Джунь Й. В., Еволюція поглядів на постулаті класичної теорії оцінок. Вісник МЕГУ. Сер.: математичне моделювання та інформаційні системи. 2012, вип. 4, с. 184—202.

216. Скрипник І. Г., Джунь Й. В., Чалій А. І. Поклади, властивості та використання базальту. // Енергозбереження Полісся, 2013, № 2 (67), с. 8-10.

217. Скрипник І. Г., Джунь Й. В., Чалій А. І. Петрургія базальту. // Енергозбереження Полісся, 2013, № 2 (67), с. 10-11.

218. Скрипник І. Г., Джунь Й. В., Чалій А. І. Кристалізація базальтових розплавів, мінеральний склад та випалювання виробів. // Енергозбереження Полісся, 2013, № 2 (67), с. 12.

219. Скрипник І. Г., Джунь Й. В., Чалій А. І. Електродугова технологія петрургії базальту. // Енергозбереження Полісся, 2013, № 2 (67), с. 13-15.

220. Джунь Й. В. Некласична теорія помилок і її значення для створення нового покоління програмних продуктів в модулі «DataAnalysis» / Психолого-педагогічні основи гуманізації навчально-виховного процесу в школі та ВНЗ. Збірник наукових праць. — № 2 (10). — Рівне: РВЦ МЕГУ ім.. акад.. С. Демянчука. — 2013. — С. 353—357.

221. Джунь Й. В. Нотатки до критерію Крамера — Уелча — там же, с.357 −358.

222. Скрипник І., Желюк О., Джунь Й., Чалій А. Електродугова технологія петрургії базальту // Робоча формула. Наукові записки природничо-математичного ліцею «ЕЛІТАР». Під ред. О. Желюка. Рівне ПМЛ «ЕЛІТАР».- 2013. — Вип. 15. — С. 77—78.

223. Джунь И. В., Об одном обобщении фундаментального принципа МНК в связи с эволюцией представлений о законе ошибок наблюдений. // Известия вузов. «Геодезия и аэрофотосъемка», 2013, № 6, с. 19-27.

224. Джунь Й. В., Карпік С. О. Отримання ефективних оцінок параметрів розподілу Пірсона VII типу з діагональною інформаційною матрицею в середовищі C++. Вісник МЕГУ. Сер. : прикладна математика та інформатика. 2014, вип. 7, с. 20-30.
225. Джунь Й. В. Про метод найменших квадратів, адаптований до закону похибок Пірсона-Джеффріса. / Геодезія, картографія і аерофотознімання, Львів, 2014, № 79 с. 20-27.

226. Джунь Й. В. Умови застосування регресійного аналізу / Психолого-педагогічні основи гуманізації навчально-виховного процесу в школі та ВНЗ: зб. наук. праць. Рівне: РВЦ МЕГУ ім.акад. С. Дем'янчука, 2014.- с. 128—132.

227. Джунь Й. В., Карпік С. О. Закон розподілу похибок багатократних спостережень великих обсягів і оцінка їхніх параметрів. Рівне: РВЦ МЕГУ ім.акад. С. Дем'янчука, с. 133—141.
228. Джунь Й. В. с 148-149. Науковці України-еліта держави. Том ІІІ. - К. : Видавництво Логос Україна. 2014. 300с.
229. Джунь Й. В., Карпік С. О Отримання ефективних оцінок параметрів розподілу Пірсона VII типу з діагональною інформаційною матрицею в середовищі С Вісник МЕГУ. Серія прикладна математика та нформатика, 2014, вик. 7. с 2-10.
230. Джунь Й. В, Суховецький І. О. Стратегічний внесок українських вчених у перемогу над нацизмом у другій світовій війні (за опублікованими матеріалами закордонних дослідників) / Психолого — педагогічні основи гуманізації навчально-виховного процесу в школі та ВНЗ: збірник наукових праць. — № 1 (13). — Рівне: РВЦ МЕГУ ім. акад. С. Дем'янчука 2015. с. 220—225.
231. Джунь Й. В. Про важливість врахування фундаментальних принципів математико-статистичної обробки економічної інформації. Там же, с. 327—335.
232. Джунь И. В. Неклассическая теория погрешностей змерений. Видавничий дім: «Естеро», Рівне. 2015. — 168 с.
233. Джунь Й. В., Суховецький І. О. Математико-статистичне визначення основних категорій педагогіки. Тези доповідей Міжнародної науково-практичної конференції «Проблеми та перспективи розвитку вищої школи та економіки в XXI столітті» присвяченій 90 — річчю від дня народження С. Я. Дем'янчука. 22 — 23.10.2015, Рівне, с. 63-66.
234. Суховецький І. О., Джунь Й. В. Сучасний підхід до гносеологічних процедур в філософії та соціології. Там же. с. 117—120.
235. Джунь Й. В. Некласична теорія аналізу статистичних даних. Виступ на Міжнародній науково-практичній конференції «Проблеми та перспективи розвитку вищої школи та економіки в XXI столітті» присвяченій 90 — річчю від дня народження С. Я. Дем'янчука 22-23.10.2015. Рівне, с. 8.
236. Джунь Й. В. Математичне ессе про поняття однорідних величин у статистиці. Психолого — педагогічні основи гуманізації навчально-виховного процесу в школі та ВНЗ: збірник наукових праць. — № 2(14). — Рівне: РВЦ МЕГУ ім. акад. С. Дем'янчука, 2015, с. 373—379.
237. Джунь И. В. Неклассическая теория анализа статистических данных и ее приложения. Психолого — педагогічні основи гуманізації навчально-виховного процесу в школі та ВНЗ: збірник наукових праць. — № 2(14). — Рівне: РВЦ МЕГУ ім. акад. С. Дем'янчука, 2015, с. 380—389.
238. Суховецький І. О., Джунь Й. В. Розвиток основних методів управління. Психолого — педагогічні основи гуманізації навчально-виховного процесу в школі та ВНЗ: збірник наукових праць. — № 2(14). — Рівне: РВЦ МЕГУ ім. акад. С. Дем'янчука, 2015, с. 390—396.
239. Дубінчук С. , Джунь Й. В. Сучасні концепції інтеграції оперативного обліку на базі платформи ІС ( на прикладі сервіс-центру "техно-світ" Зб. студ. наук. праць. - №1 (3) - Частина 2. - Рівне: РВЦ МЕГУ ім. акад. С. Дем янчука 2015 с. 109-115
240. Костюк О. Джунь Й. В. Базові концепції створення інтернет-магазину для продажу господарчих і побутових товарів. Том, с 141-145.
241. Саковець С. , Джунь Й. В. Програмне забезпечення дистанційного вивчення спецкурсів на факультеті кібернетики МЕГУ ім. акад. С. Дем янчука. Там же, с 201-207.
242. Яковюк В. , Джунь Й. В. Розробка програмного забезпечення для стиснення зображень за допомогою вейвлет- перетворень, Там же с. 230-234.

### 2016
243. Джунь Й. В. Найбільш впливовий діячі українського   ІТ-бізнесу тези доповіді на всеукраїнській науково-практичній конференції  " Історія української державності " , присвяченій 25-річчю проголошення незалежності України 22.09.2016 року  м.Рівне с.22
244. Джунь Й. В. професор МЕГУ (Україна), Газда В. Технічний унівнрситет ( Словаччина). Історія співпраці вчених  МЕГУ і Словаччина у вирішенні фундаментальних проблем математичної обробки економічної інформації. Там же,  с.22.
245. Газда В. Джунь Й. В. История сотрудничества учених МЕГУ и Словакии в решении фундаментальних проблем математической обработки экономической информации. збірник наукових праць Всеукраїнської науково-практичної конференції  " Історія української державності "  , присвяченій 25-річчю проголошення незалежності України 22.09.2016 року   с.38-42.
246. Джунь Й. В. Інформаційний  простір-арена боротьби за українську державність.  Там же,    с.43-47
247. Джунь Й. В. Україна на прочі  нових викликів у сфері ІТ. Там же,с.48-52.
2017
248. Джунь Й. В. Використання середньо-арифметичної оцінки в педагогічних та психологічних дослідженнях.
Психолог-педагогічні основи гуманізації навчально-виховного процесу в школі та ВНЗ :за. наук.праць.-N 1 (17),Рівне :  РВЦ  МЕГУ ,с.24-29,2017
249. Джунь Й. В Теорія розподілу великих вибірок багаторазових спостережень і її значення в професійній освіті , там же, с. 30-37.
250. Dzhun J. A new important tool in the field of intelligen data analysis [Об одном новом важном инструменте в области интеллектульного анализа данных]. Intercultural Communication. Vol. 1/2, 162-175 (2017).
251. Джунь Й. В. Секрети середньої арифметричної і важливість їх врахування в науковій роботі фахівців з інформатики. / Збірник тез виступів на Міжнародній науково-практичній конференції "Проблеми та перспективи розвитку вищої школи та  економіки в ХХІ столітті" (26-27.10.20.2017). - Рівне: РВЦ МЕГУ ім. акад. С. Дем'янчука, 2017, с. 78-79.
252. Використання некласичної теорії похибок вимірів в сучасних  наукових дослідженнях і навчальній діяльності ВНЗ,  там же, с. 80-84.
253. Джунь Й. В., Походжай Р. О. Криптовалюти: історія виникнення, їх використання та перспективи застосування. там же, с. 85-88.
254. Джунь Й. В., Корнійчук Я. А., Велінець П. В, Рукопашний бій українських козаків як вид бойового мистецтва і особливості його біомеханіки. Там. же, с. 196-199.
255. Dzhyn J. About two diagnostig Strategies of mathematical Models in Economics based on the statistical Distribution Analysis of residual Errors. [Про дві стратегії  діагностики математичних моделей в економіці на основі статистичного аналізу розподілів залишкових похибок]. / Journal of Modern Science, vol. 3, 34, 2017, pp. 269–276. Publ. Alcide De Gaspari University of Euroregional Economy in Jozefow, Poland, Warsaw.
256. Двуліт П. Д., Джунь Й. В. Застосування методів некласичної теорії похибок для абсолютних вимірювань галілеєвого прискореня. / Геодинаміка, 1 (22), 2017, с. 7-15. Видавництво НУ "Львівська політехніка".

### 2018
257. Джунь И. В. О необходимости учета новых тенденций в области математической обработки данных в правовой информатике и статистике. Психолого-педагогічні основи гумонізації навчально- виховного процесу в школі та ВНЗ: збірник наукових праць. - №1 (19). - Рівне: РВЦ Мегу ім. акад. С. Дем янчука, 2018. - с. 16-23.
258. Джунь Й. В. Дати світових катастроф, отримані стодом сканування інформаційного поля, та їх порівняння з геологічними оцінками. Там же, с. 24-29.
259. Джунь Й. В. , Корнійчук Я. А. , Братасюк Н. О. , Мельник С. В. Українські народні свята їх виховне та етичне значення у педагогічній діяльності. Там же, с. 30-38.
260. Джунь Й. В. Перевірка правильності фундаментальних ймовірнісних принципів теорії маркетингу. Зб. тез виступів учасників Міжнародної науково-практичної конференції "Проблеми та перспективи розвитку вищої школи та економіки в ХХІ столітті " присвяченої 25-річчю Мегу ( 12 жовтня 2018 р.) - Рівне: РВЦ Мегу ім. акад. С. Дем'янчука, 2018. - с. 65-67.
261. Джунь Й. В. Проблема закону похибок і значення її розуміння в економічних, педагогічних дослідженнях та інтелектуальному аналізі даних. Там же, с. 68-70.
262. Джунь Й. В. Различия между классическим и не классическим математическим моделированием и важность его понимания при проведении экономических и педагогических исследований. Психолого-педагогічні основи гумонізації навчально-виховного процесу в школі та ВНЗ: збірник наукових праць. - №2 (20). - Рівне: РВЦ Мегу ім. акад. С. Дем янчука, 2018. - с. 27-25.
263. Джунь Й. В. Аналіз сучасних проблем математичного моделювання в економічних, соціальних та педагогічних дослідженнях. Там же, с. 36-43.

### 2019
263. Джунь Й. В. , с. 36- Наукова еліта України. К. : Український інформаційно видавничий центр " Галактика", 2019. - 144.
264. Dvulit P. Dzhun J. Diagnostics of the High- Precise Ballistic Measured Gravity Aueleration by Methods of Non- Classical Errors Theory. Geodynamics, v.1 (29), 2019; pp. 5–16.
265. Джунь Й. В. Сучасні підходи до обробки статистичної інформації в соціальній педагогиці. В збір. наук. праць: "Психолого-педагогічній основи гуманізації навчально-виховного процесу в школі та ВНЗ ", №2 (18), -  Рівне: РВЦ Мегу ім. акад. С. Дем янчука, 2019, с.
266. Джунь Й. В. , Лотюк Ю. Г. Метод виявлення статистичних закономірностей в педагогіці та псизології в збір. наук. праць: "Психолого-педагогічні основи гумонізації навчально виховного процесу в школі та ВНЗ, №2, (18)  Рівне: РВЦ Мегу ім. акад. С. Дем янчука, 2019, с.
266. Джунь Й. В. Теория нормализации распределений погрешностей в измерительних экспериментах XXI века. Анотация доклада на VII Международной научно-практической конференции: "Современные тенденции междукультурной коммуникации". Конференция состоялась в Университете еврорегиональной экономики имени Альчиде де Госпери в Юзефове, Варшава, 20.06.2019 г  в дистанционной форме.
267. Джунь И. В. Теория нормализации распределений погрешностей в измерительных экспериментах XXI века. Intercultural Comunication vol. 3/4, 2017, pp.
268. Джунь Й. В. Некласична теорія похибок вимірів (НТПВ) — як новий ефективний засіб математичної обробки сучасних наукових експериментів. Journal of Modern Science, vol 5 (36), 2019, s.
269. Джунь Й. В, , Лотюк Ю. Г.  Критерій рангової кореляції Спірмена і особливості його застосування в педагогічних дослідженнях. В збір наук. праць: "Психолого-педагогічні основи гумонізації навчального-виховного проесу в школі та ВНЗ " №3 (19), Рівне, РВЦ МЕГУ, 2019, с

## 2020
270. Антолюк О. В., Джунь Й. В. Розробка telegram-бота за допомогою мови програмування Python і середовища розробки Pycharm. 3б. студ. наук. праць-№2(12)-Рівне: РВЦ МЕГУ ім. акад. С. Дем'янчука, 2020, с. 157-162.
271. Гурін І. С., Джунь Й. В. Три принципи заохочення учня до навчання при викладанні математики та інформатики. 3б. студ. наук. праць-№2(12)-Рівне: РВЦ МЕГУ ім. акад. С. Дем'янчука, 2020, с. 174-180.
272. Карнінська Н. С., Джунь Й. В. Негативний вплив інформаційних технологій на здоров'я учнів с. 3б. студ. наук. праць-№2(12)-Рівне: РВЦ МЕГУ ім. акад. С. Дем'янчука, 2020, 187-192.
273. Кондратюк В. М., Джунь Й. В. Роль працівника загальноосвітнього навчального закладу як менеджера освіти в оновленні сучасної школи. 3б. студ. наук. праць-№2(12)-Рівне: РВЦ МЕГУ ім. акад. С. Дем'янчука, 2020, с. 193-198.
274. Поплавський А. В., Джунь Й. В. Шаблон проєктування "renository"як одного з найбільших універсальних інструментів при проєктуванні складних web-сервісів 3б. студ. наук. праць-№2(12)-Рівне: РВЦ МЕГУ ім. акад. С. Дем'янчука, 2020, с. 199-204
275. Пишняк Ю. Р., Джунь Й. В. Переваги створення сайтів в середовіщі CMS Drupal 7. 3б. студ. наук. праць-№2(12)-Рівне: РВЦ МЕГУ ім. акад. С. Дем'янчука, 2020, с. 205-218.
276. Шумилко А. Ю., Джунь Й. В. Основні проблеми створення АРМІВ(Automating the workplace) і їх вплив на суспільство 3б. студ. наук. праць-№2(12)-Рівне: РВЦ МЕГУ ім. акад. С. Дем'янчука, 2020, с. 211-218.  